# Одеська обласна футбольна асоціація
Одеська обласна футбольна асоціація — обласна громадська спортивна спілка, заснована 21 листопада 1991 року. Є колективним членом Української асоціації футболу. Головна мета її діяльності — сприяння розвитку та популяризації футболу в Одеській області.
У 2018 році Федерацію футболу Одеської області заблокували, а замість неї створили Одеську обласну футбольну асоціацію, яку очолив колишній міністр охорони здоров'я і голова Одеської ОДА Максим Степанов.

## Основна інформація
Інформація станом на початок 1 березня 2014 року.
| Показник                          | К-сть |
| --------------------------------- | ----- |
| Колективних членів ООФА           | 30    |
| Районних федерацій                | 12    |
| Міських федерацій                 | 6     |
| Стадіонів для професійних змагань | 4     |
| Стадіонів для аматорських змагань | 20    |

| Особи, що займаються футболом | К-сть |
| ----------------------------- | ----- |
| 8—10-річні                    | 5170  |
| 11—14-річні                   | 3500  |
| 15—17-річні                   | 1540  |
| 18—35-річні                   | 2450  |
| 36 і більше                   | 800   |

| Показник                 | К-сть |
| ------------------------ | ----- |
| Тренерів дорослих команд | 615   |
| Тренерів юнацьких команд | 615   |
| Арбітрів у полі          | 41    |
| Асистентів арбітрів      | 26    |
| СДЮШОР та ДЮСШ (футбол)  | 1/49  |

| Учасники дитячо-юнацьких змагань | К-сть |
| -------------------------------- | ----- |
| Всеукраїнських                   | 17    |
| Обласних                         | 153   |
| Районних                         | 390   |
| Міських                          | 50    |
| «Шкіряний м'яч»                  | 208   |

| Учасників змагань (команд)               | Кількість |
| ---------------------------------------- | --------- |
| Професійних у великому футболі / футзалі | 2 / 1     |
| Жіночих регіональних / всеукраїнських    | 1 / -     |
| Ветеранів регіональних / всеукраїнських  | 2 / -     |
| Районних / міських серед дорослих        | 460 / -   |
| Районних / міських з футзалу             | 281 / -   |

## Турніри
Під егідою Одеської обласної футбольної асоціації постійно відбуваються такі змагання:
- Чемпіонат Одеської області з футболу
- Кубок Одеської області з футболу

## Керівництво
|  | ПІБ керівника     | Посада                  |
|  | ----------------- | ----------------------- |
|  | Олег Кіпер        | Голова федерації        |
|  | Руслан Хван       | Перший заступник голови |
|  | Олександр Харлов  | Заступник голови        |
|  | Ігор Покаринін    | Виконавчий директор     |
|  | Олексій Дмитренко | Заступник голови        |

## Голови
|    | Ім'я               | Період головування              |
| -- | ------------------ | ------------------------------- |
| 1. | Сергій Раздорожнюк | 1961 — березень 1991            |
| 2. | Георгій Городенко  | березень 1991—1997              |
| 3. | Валерій Балух      | 1997 — березень 2002            |
| 4. | Петро Найда        | квітень 2002 — липень 2012      |
| 5. | Петро Чілібі       | 5 липня 2012 р. - 22 січня 2018 |
|    | Максим Степанов    | 2018 — 2024                     |